# Бойцовая улица (Москва)
Бойцо́вая у́лица — улица в Восточном административном округе города Москвы на территории Муниципального округа (района) Богородское. Пролегает между Малой Черкизовской улицей и Ивантеевской улицей (После  Ивантеевской продолжается, как 5-й проезд Подбельского). Нумерация домов ведётся от Малой Черкизовской улицы. Бойцовая улица проходит параллельно Глебовской улице, Детской улице и Открытому шоссе.

## История
Названа в 1925 г. в честь бойцов Красной Армии, сражавшихся на фронтах гражданской войны. 

Ранее — Евдокимовская ул. (до 1917 года) и ул. Ландышева (с 1922 по 1925 гг.) — по фамилиям домовладельцев. 

В 1960 году к ней присоединена вновь возникшая улица.

## Расположение
Бойцовая улица является продолжением Алымова переулка, начиная от точки примыкания по чётной стороне – справа от  Малой Черкизовской улицы и по нечётной стороне – слева от 3-й Гражданской улицы.

Слева примыкают: 3-я Гражданская улица и Глебовский переулок.

Справа примыкает Зельев переулок.

Бойцовую улицу пересекают 4-я Гражданская улица и бульвар Маршала Рокоссовского

Бойцовая улица проходит параллельно Глебовской улице, Детской улице и Открытому шоссе.

Нумерация начинается от Малой Черкизовской улицы (по левой стороне – от 4-й Гражданской улицы — с дома № 11), с правой стороны с дома 2/30.

## Примечательные места, здания и сооружения

### Здания
Всего зданий: 95; наибольший номер дома - 29.

| - 2/30 - 4/37к2 - 4/37к3 - 4/37к4 - 4/37к5 - 6 - 6к1 - 6к2 - 6к3 - 6к4 - 6к5 - 6к6 - 6к8а - 6к8б - 6к8бс1 - 6к8бс2 | - 6с2 - 6с3 - 8 - 9с1 - 10к1 - 10к2 - 10к3 - 10к4 - 10к5 - 10к6 - 10к7 - 10к8 - 10к9 - 11 - 11ас1 - 12 | - 12с1 - 13а - 13к1 - 13к2 - 14к1 - 14к10 - 14к2 - 14к3 - 14к4 - 14к6 - 14к7 - 14к7а - 14к8 - 15 - 16/19 - 16к2 | - 17к1 - 17к2 - 17к3 - 18/20 - 18к10 - 18к11 - 18к12 - 18к13 - 18к14 - 18к17 - 18к2 - 18к3 - 18к4 - 18к5 - 18к8 - 18к9 | - 19 - 20 - 21/21 - 21к2 - 22 - 22а - 22к1 - 22к2 - 22к4 - 22к5 - 22к6 - 22к6с1 - 22с1 - 23 - 23с3 - 24а | - 24к1 - 24к2 - 24к3 - 24к4 - 24к5 - 24с1 - 25 - 25а - 25ас1 - 27 - 27с2 - 27с3 - 27с4 - 27с5 - 29 |

## Транспорт

### Наземный транспорт

#### Остановки безрельсового колёсного транспорта
От станции метро «Преображенская площадь»:
- Остановка «Бойцовая, 17» (Бойцовая ул., 10, корпус 2):

Автобус: № 86
От станции метро «Бульвар Рокоссовского»:
- Остановка «Бульвар Маршала Рокоссовского, 22» (Бульвар Маршала Рокоссовского, 22/23):

Автобус: № 86, 265

### Ближайшая станция метро
- Станция метро «Преображенская площадь»
- Станция метро «Бульвар Рокоссовского»

### Фото
- Фото: двор дома 17, корпус 3 по Бойцовой ул. Архивная копия от 31 марта 2016 на Wayback Machine
- Фото: дом 18, корпус 11 по Бойцовой ул. Архивная копия от 9 ноября 2018 на Wayback Machine